# Кличев

Герб м. Кличев

Прапор м. Кличев

Кличев (біл. Клічаў) — місто в Білорусі, центр Кличевського району Могильовської області.

## Історія
Відоме з 1592 року.

## Населення
7,1 тисяч жителів.

## Розташування
За 91 км від Могильова, за 7 км від залізничної станції Несету (на лінії Могильов — Осиповичі).

## Економіка
У місті розташовані маслозавод, лісгосп.